# مجمع‌الجزایر لوس روکوئز

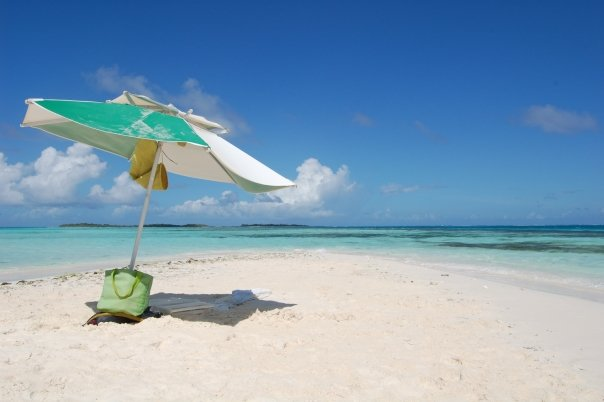
مجمع‌الجزایر لوس روکوئز از ذخایر مهم برای جلب گردشگر به ونزوئلا محسوب می‌شود.

مجمع‌الجزایر لوس روکوئز بخشی از سرزمین ونزوئلا است که شامل حدود ۳۵۰ جزیره و آنتیل با آب‌سنگ مرجانی می‌شود. در سال ۱۹۷۲ میلادی، دولت ونزوئلا مجمع‌الجزایر لوس روکوئز را پارک ملی اعلام کرد.
به دلیل ناپدیدشدن دو هواپیما در مجمع‌الجزایر لوس روکوئز، این منطقه از سوی برخی «مثلث برمودای جدید» خوانده می‌شود.